# Bezpravovice
Bezpravovice (německy Prawowitz) jsou malá vesnice, část městyse Chudenice v okrese Klatovy v Plzeňském kraji. Nachází se asi tři kilometry jihozápadně od Chudenic. Prochází zde silnice II/184. V roce 2011 zde trvale žilo patnáct obyvatel.
Bezpravovice jsou také název katastrálního území o rozloze 3,53 km².

## Historie
První písemná zmínka o vesnici pochází z roku 1390.

## Obyvatelstvo
| Rok            | 1869 | 1880 | 1890 | 1900 | 1910 | 1921 | 1930 | 1950 | 1961 | 1970 | 1980 | 1991 | 2001 | 2011 | 2021 |
| -------------- | ---- | ---- | ---- | ---- | ---- | ---- | ---- | ---- | ---- | ---- | ---- | ---- | ---- | ---- | ---- |
| Počet obyvatel | 187  | 166  | 141  | 119  | 117  | 122  | 107  | 64   | 54   | 51   | 39   | 33   | 22   | 15   | 17   |
| Počet domů     | 23   | 23   | 24   | 20   | 20   | 20   | 20   | 19   | 12   | 11   | 10   | 14   | 14   | 14   | 14   |

## Obecní správa
Při sčítání lidu v letech 1850–1975 Bezpravovice byly samostatnou obcí v okrese Klatovy. Od 1. července 1975 jsou částí městyse Chudenice v okrese Klatovy. V letech 1850–1920 k obci patřila Slatina a v letech 1850–1929 také Lučice.

## Pamětihodnosti
- Sýpka u domu čp. 5
- Dům čp. 17

## Galerie

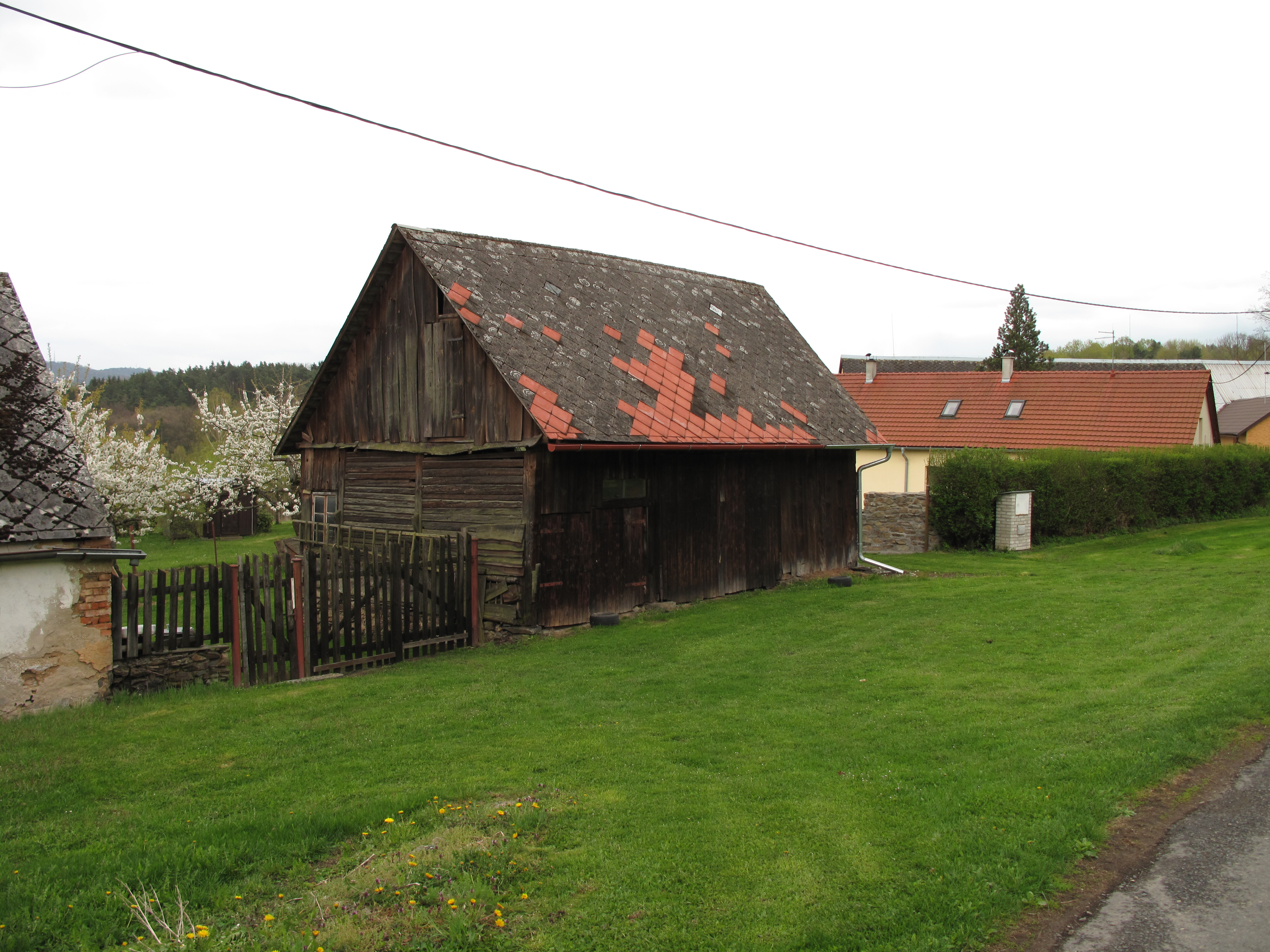
Stodola
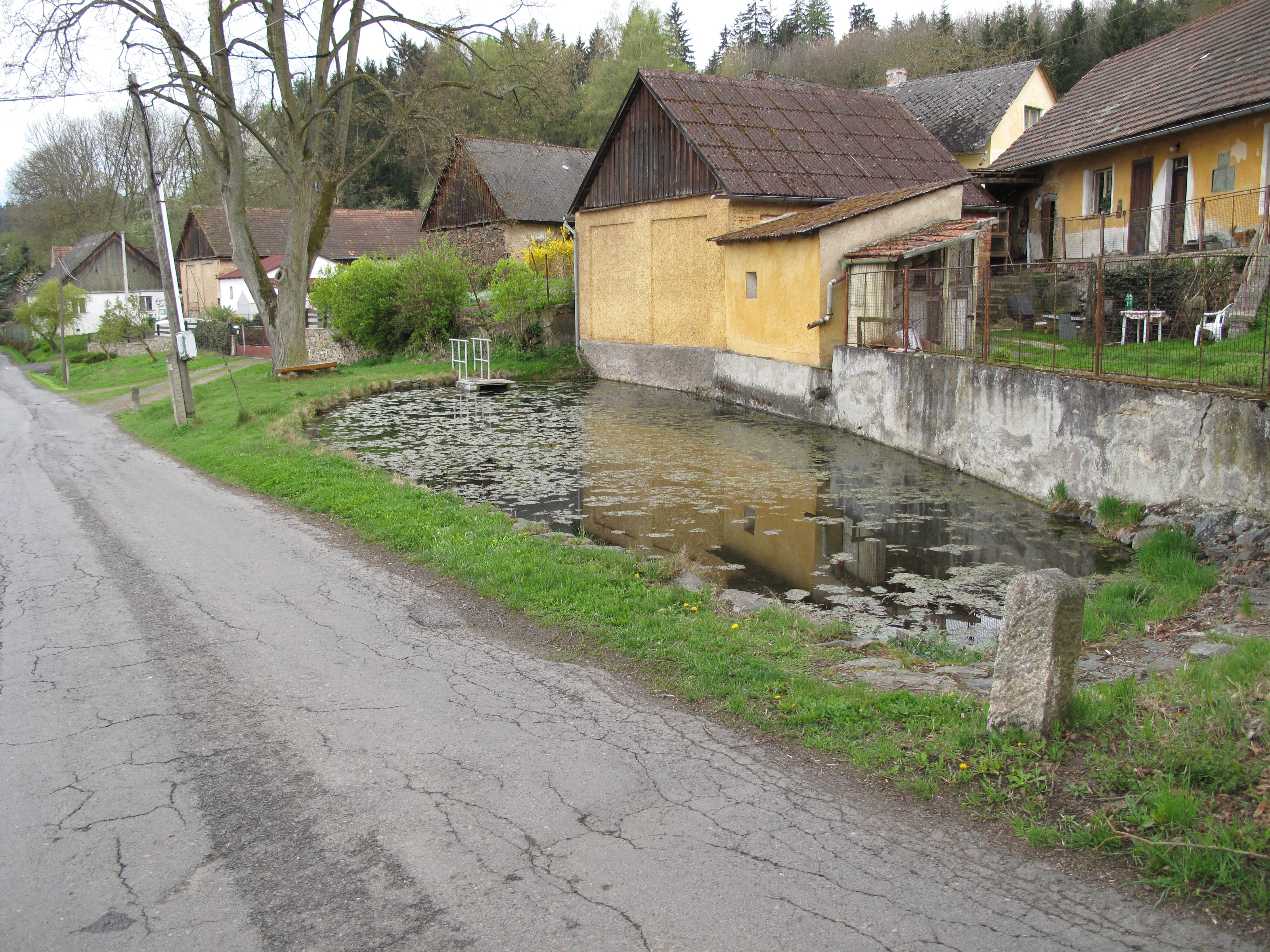
Vodní nádrž
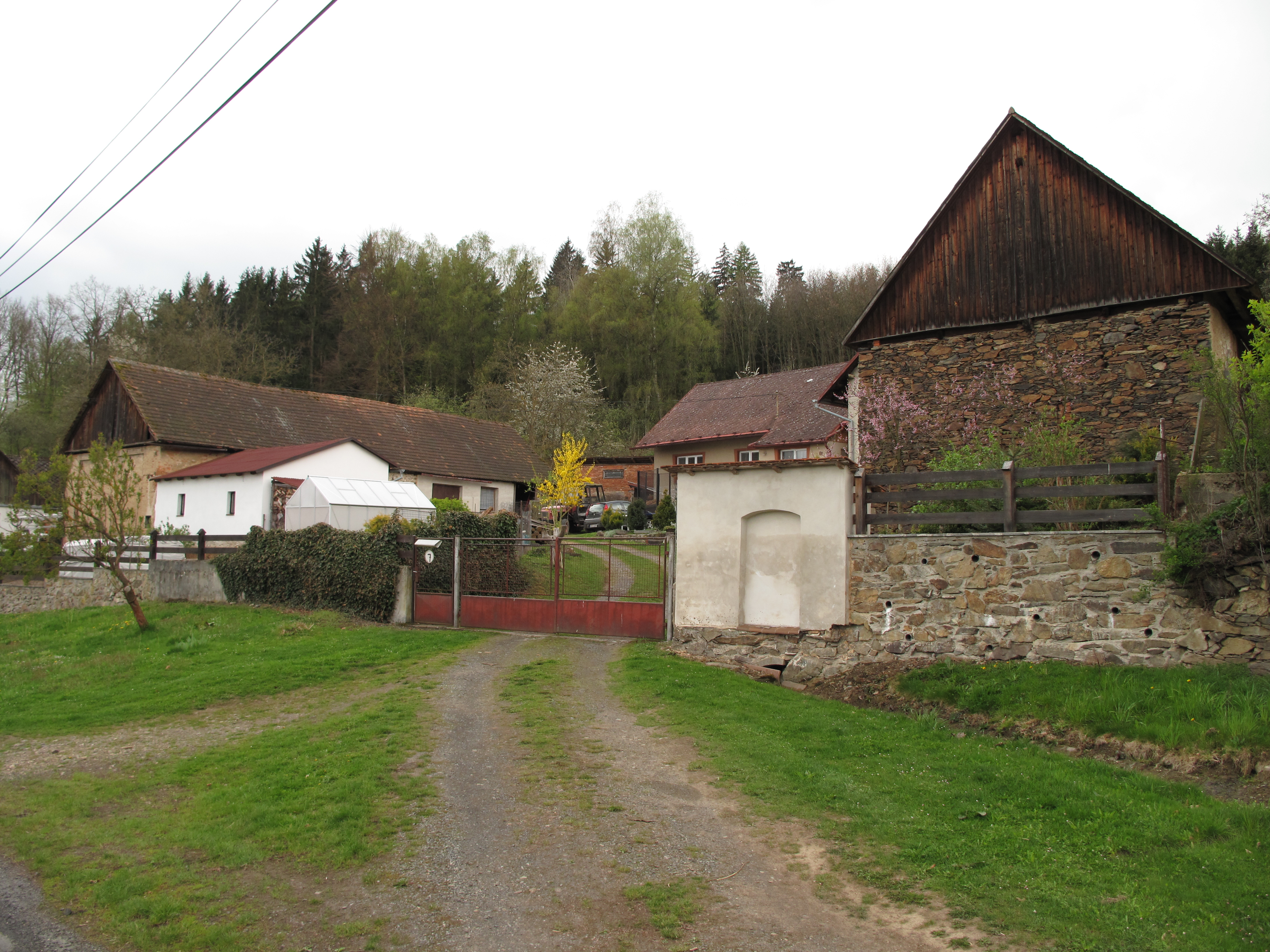
Zemědělská usedlost